# Pachydema keithi
Pachydema keithi är en skalbaggsart som beskrevs av Marc Lacroix 2000. Pachydema keithi ingår i släktet Pachydema och familjen Melolonthidae. Inga underarter finns listade i Catalogue of Life.